# チャールズ・スペンサー (第3代サンダーランド伯)

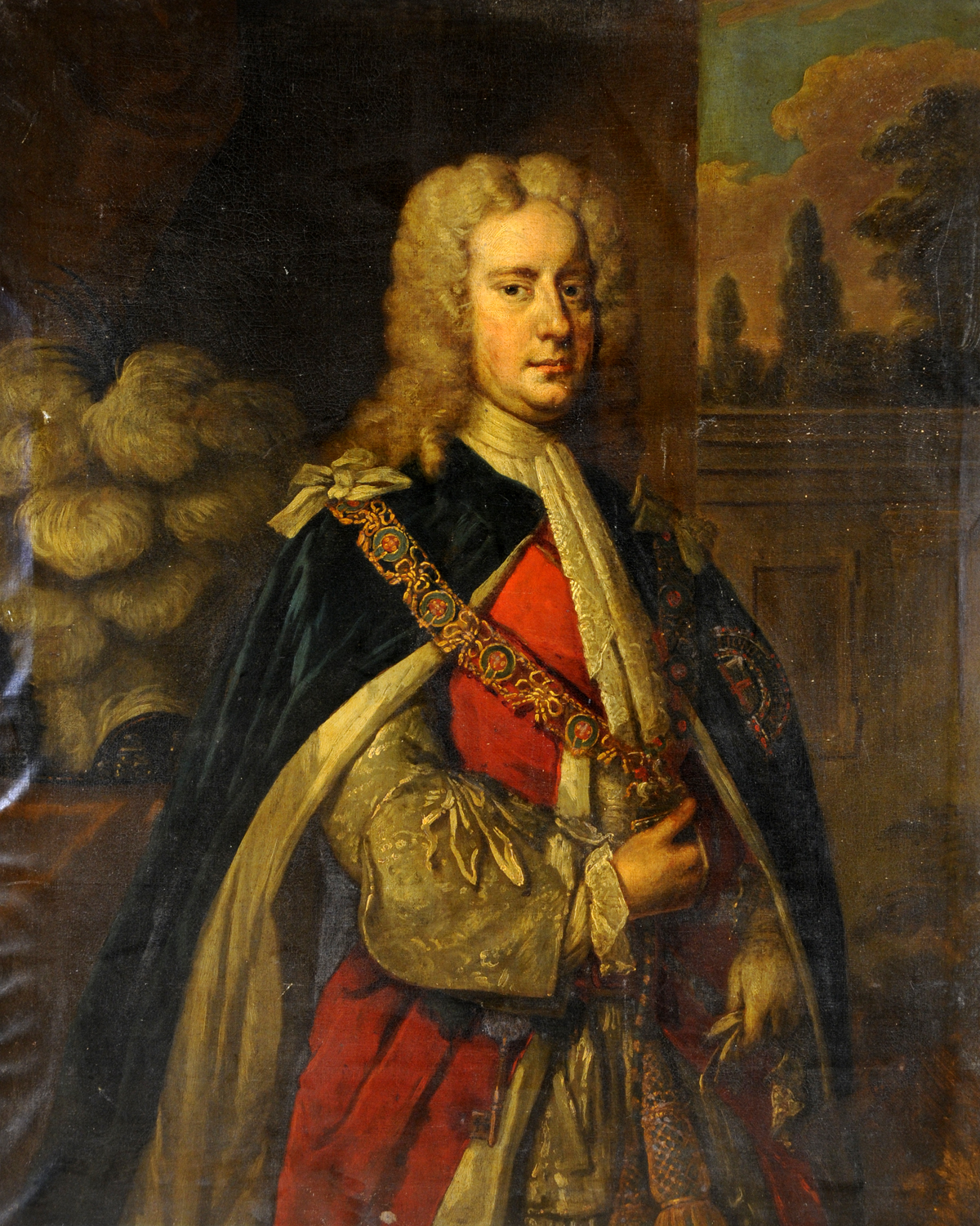
第3代サンダーランド伯爵チャールズ・スペンサー。ジャージー美術館所蔵。

第3代サンダーランド伯爵チャールズ・スペンサー（英語: Charles Spencer, 3rd Earl of Sunderland, KG, PC, FRS, 1675年4月23日 - 1722年4月19日）は、イギリスの貴族、政治家。1688年から1702年までスペンサー卿の儀礼称号を使用した。

## 生涯

### 生い立ち

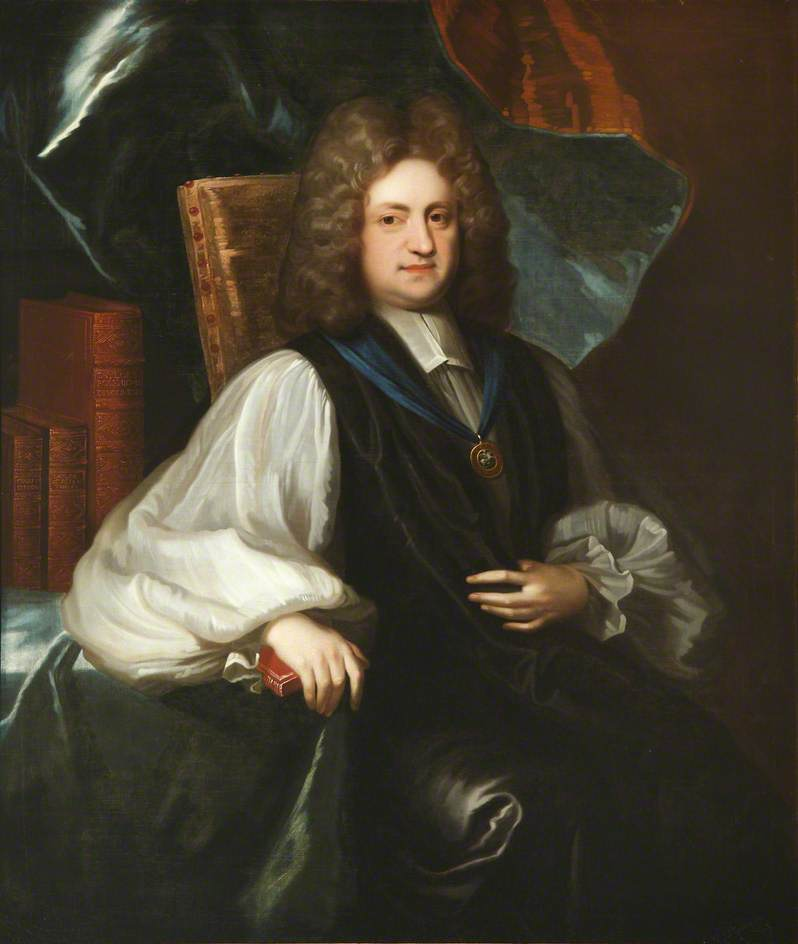
チャールズ・トリムネル。オックスフォード大学ニュー・カレッジ所蔵。

第2代サンダーランド伯爵ロバート・スペンサーとアン・ディグビー（Anne Digby、1715年4月16日没、第2代ブリストル伯爵ジョージ・ディグビーの娘）の次男（長男ロバートは1688年9月に生涯未婚のまま死去）として、1675年4月23日に生まれた。父と兄は1687年にカトリックに改宗したが、スペンサーはまだ12歳だったこともあり改宗しなかった。翌1688年12月に父がオランダに逃亡すると、スペンサーも父に従ってオランダに向かい、ユトレヒトで家庭教師チャールズ・トリムネル（後のノリッジ主教、ウィンチェスター主教）からオランダの法律と宗教について学んだ。以降1690年までオランダを旅し、1691年10月にオールソープに戻った。
1693年より私人図書館を作るための書籍をはじめ、同年9月よりイングランド各地を旅したが、結婚に関する交渉を行うために1694年8月に中断を余儀なくされ、1695年1月に裕福な相続人アラベラ・キャヴェンディッシュ（Arabella Cavendish、第2代ニューカッスル公爵ヘンリー・キャヴェンディッシュの娘）と結婚した。1695年に故サー・チャールズ・スカーバラ（1694年没）が収集した数学書籍のコレクションを買い上げ、1699年には「比類のない蔵書」（an incomparable library）を所有するに至った。

### 政界入り

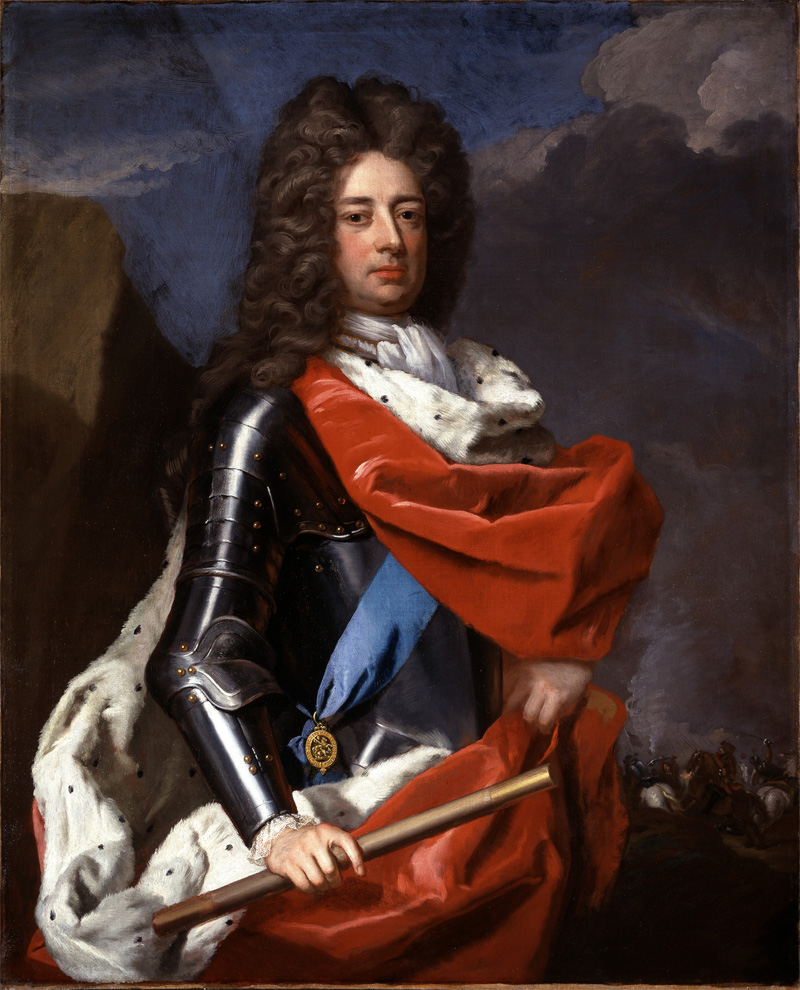
初代マールバラ公爵ジョン・チャーチル、1702年頃。

結婚直後の1695年3月よりロンドンに滞在して庶民院の議事に注目、同年の総選挙でデヴォンシャーのティヴァートン選挙区とイースト・ライディング・オブ・ヨークシャーのヘドン選挙区から立候補して庶民院議員に選出され、前者の代表として議員を務めた、1702年まで務めた。19世紀の歴史家トーマス・マコーリーによると、庶民院議員就任直後のスペンサーは熱心なホイッグ党員であり、ジョナサン・スウィフトによると、庶民院議員期のスペンサーは共和主義を支持して、友人の間で「卿」（Lord）の称号をつけず「チャールズ・スペンサー」と姓名だけで呼ばれたいと述べ、イングランドで貴族がいない日がくることを望んだという。そのためか、第3代準男爵サー・ジョン・フェンウィックの私権剥奪法案をめぐり、1696年11月21日に聖職貴族を採決から外す議案を提出した。
1698年11月30日、王立協会フェローに選出された。同年6月には1人目の妻アラベラが死去しており、直後より初代マールバラ伯爵ジョン・チャーチル（後の初代マールバラ公爵）とサラ・ジェニングス夫妻の次女アンとの結婚話が初代ゴドルフィン男爵シドニー・ゴドルフィン（後の初代ゴドルフィン伯爵）とジェイル・ボスコーエン（Jael Boscawen、旧姓ゴドルフィン、ゴドルフィン男爵の妹）により提案された。マールバラ伯爵は乗り気ではなかったが、スペンサーは息子の教育をマールバラに任せると承諾したことでマールバラ伯爵の説得に成功、1699年秋にアンとの結婚が合意され1700年1月に正式に結婚した。この結婚はマールバラ伯爵夫婦が徐々にホイッグ党に転じるきっかけになったが、結婚直後はスペンサーとマールバラ伯爵が政敵のままだった。1702年9月28日に父が死去すると、サンダーランド伯爵位を継承、同年10月27日に貴族院に初登院したが、その直後に王配ジョージ・オブ・デンマークへの年金に反対を表明して一時はサラとアン女王の怒りを買った。
マールバラ公爵夫妻（マールバラ伯爵が1702年12月に昇叙）はアン女王と深い信頼関係で結ばれていたため、その娘と再婚したサンダーランドも重要なポストを任された。1705年4月16日にケンブリッジ大学よりLL.D.の学位を授与されたのち、同年6月17日に神聖ローマ皇帝ヨーゼフ1世の即位に伴うウィーンへの特使に任命された。しかし、サンダーランドはすぐにウィーンでの生活に飽き、10月にウィリアム・クーパーが国璽尚書に任命されるなどホイッグ党優勢の状況にあったため、サンダーランドはそれにあやかるべく1706年1月1日に帰国した。

### アン女王の治世における与党期

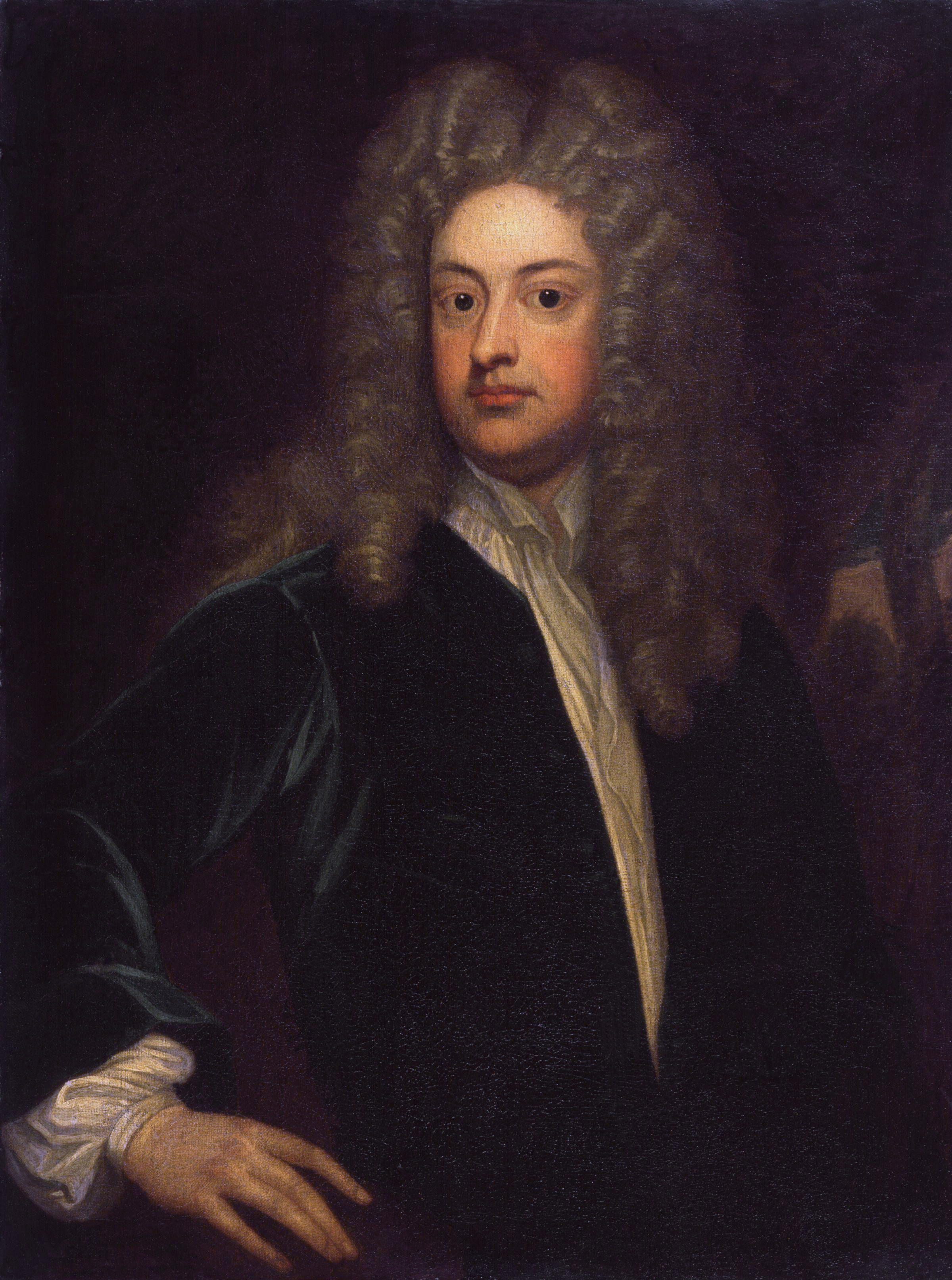
ジョゼフ・アディソン

同1706年にイングランドとスコットランド合同の交渉委員の1人に選ばれ合同条約を締結、同年に南部担当国務大臣に任命されスペイン継承戦争でマールバラ公爵を支え、ホイッグ党の中心人物になりジャントーの一員となった。このとき、後に南部担当国務大臣に任命されるジョゼフ・アディソンを政務次官に任命している。サンダーランドは1704年に王室監査官への任命を拒否されており、1706年の大臣任命の裏にはサラとゴドルフィンの影響力があったという。
大臣としては軽率で短気と評され（『英国人名事典』）、1708年イギリス総選挙ではスコットランドにおける選挙への軽率な介入がマールバラ公爵とゴドルフィン伯爵の顰蹙を買い、サラから忠告されるほどだった。初代サマーズ男爵ジョン・サマーズの言葉のみは素直に聞き入れたが、サマーズ男爵もサンダーランドが「経験不足と押しの強さによりすべてを混乱状態に陥らせることに常に戦々恐々だった」という。

### 野党期
急進的で共和主義者だったことからホイッグ党嫌いのアンから反感を抱かれ、1710年に和平を唱える野党のトーリー党のロバート・ハーレー、ヘンリー・シンジョンらがアンの信任を得るようになると6月に更迭された。アンからは代償として年金提供を持ちかけられたが、「国家のために奉仕する栄誉を与えられずとも、国庫を食い物にしたりはしない」と言って拒絶した。4月にサラがアンと絶交、8月に第一大蔵卿のゴドルフィン伯爵が更迭されたため、サンダーランドの更迭はトーリー党政権誕生の布石であった。10月の総選挙で勝利したトーリー党が与党となり、ホイッグ党が野党に転落してからはトーリー党の批判に立っていた。また、サンダーランドの妻アンは寝室女官（lady of the bedchamber）を務めていたが、サンダーランドが更迭されたときは留任、1712年1月にマールバラ公爵が解任されたときに辞任した。
トーリー党は政権を握ると即座に前任のホイッグ党政権を攻撃、1711年1月11日にはホイッグ党政権による戦争遂行への非難動議が貴族院で可決され（賛成68票、反対48票）、中でもサンダーランドが集中攻撃を受けた。ギルバート・バーネットによると、第2代ノッティンガム伯爵ダニエル・フィンチなどトーリー党急進派はサンダーランドの弾劾を検討したほどだったが、南部担当国務大臣の初代ダートマス伯爵ウィリアム・レッグがノッティンガムらに関連文書の提供を拒否したため失敗した。ノッティンガムはサンダーランドの追い落としに失敗したため、代わりに彼を利用することを模索、その結果2人は手を組んで政権を攻撃した。たとえば、1711年12月7日にノッティンガムが講和案への反対動議を提出したとき、サンダーランドは激しい演説でそれを支持、さらに返礼として便宜的国教徒禁止法案を提出したが、この法案がホイッグ党の盟友である非国教徒を攻撃するものだったためサンダーランドへの不満が噴出した。
サンダーランドはさらに麦芽税法に不満を感じるスコットランド貴族とも手を組み、（サンダーランド自身が麦芽税法を推進した人物の1人だったにもかかわらず）スコットランド貴族が満足に感じる結果にならない場合、1707年合同法の廃止に賛成すると表明した（1713年6月1日）。

### ジョージ1世の治世

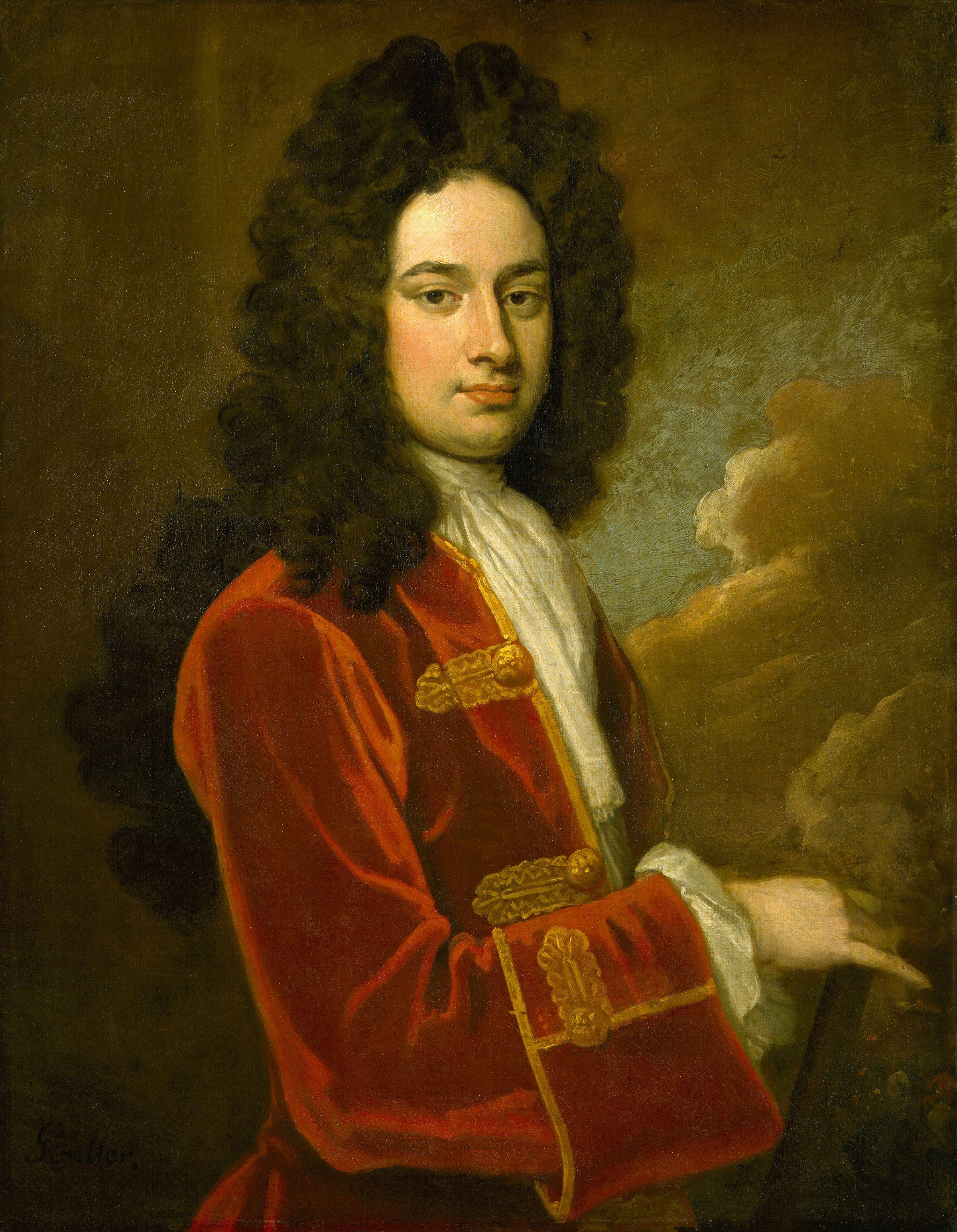
初代スタンホープ伯爵ジェームズ・スタンホープ。ゴドフリー・ネラー作、1700年代。

1714年にアンが亡くなり、又従兄のハノーファー選帝侯ゲオルク・ルートヴィヒがイギリス王ジョージ1世に即位して、ハーレー・シンジョンらトーリー党が没落してホイッグ党が復帰するとアイルランド総督に任命されたが、健康を理由にアイルランドに向かわなかった。1714年10月1日に枢密顧問官に任命され、1715年8月28日にアイルランド総督から王璽尚書に転じた。
しかし、いずれの官職にも実権はなく、サンダーランドは官職を利用して内閣を分裂させることしかできなかった。彼はトーリー党やホイッグ党不満派を味方につけたが、同時に第2代タウンゼンド子爵チャールズ・タウンゼンドとともに王太子ジョージ（国王ジョージ1世と不和だった）やその側近である第2代アーガイル公爵ジョン・キャンベルも攻撃した。
1716年秋に休養を理由にアーヘンに向かったが、実際の目的はハノーファーに帰国していたジョージ1世に謁見するためだった。そして、サンダーランドはタウンゼンドとロバート・ウォルポールがフランスとの条約締結を遅延させようとし、さらに王太子ジョージとアーガイル公爵と手を組んで陰謀をめぐらしているとジョージ1世に述べ、また自身がジェームズ・スタンホープ（それまでタウンゼンドの盟友だった）を味方につけたとも述べた。サンダーランドからの手紙でこの出来事を知ったタウンゼンドはスタンホープの裏切りを責め、ジョージ1世にも手紙を書いてサンダーランドの告発を否認した。サンダーランドも後に自身の告発に証拠がないことを認めたものの、タウンゼンドがジョージ1世の不在時における王太子の権限を増やすべきと進言したことでジョージ1世から警戒され、結局タウンゼンドは解任、サンダーランドはその後任として1717年4月15日に北部担当国務大臣に任命され、アディソンも政務次官を再任した（第1次スタンホープ＝サンダーランド内閣）。1718年3月16日に枢密院議長に就任、その4日後に第一大蔵卿に就任すると北部担当国務大臣の座をスタンホープに譲り、スタンホープと共に政府の中心となった（第2次スタンホープ＝サンダーランド内閣）。また、1719年に王立音楽アカデミー社に出資した。また、1719年11月21日にガーター勲章を授与された。
第一大蔵卿の在任中にはスタンホープの外交政策を支持、自身は内政に専念した。宗教問題をめぐりスタンホープが審査法の廃止を提案したが、サンダーランドはこれを現実的ではないとしてスタンホープを説得、代わりに教会分裂阻止法と便宜的国教徒禁止法を廃止した。それ以外にもスタンホープとともに貴族法案（Peerage Bill、貴族創家の国王大権を制限する法案）を推進した。法案は政敵である王太子ジョージに向けたものであり、タウンゼンドなどユトレヒト条約の強引な可決を経験していたホイッグ党貴族の大半が支持したが、ウォルポールに激しく反対され、結局法案は貴族院で可決されたものの庶民院では第二読会のときに撤回された。1719年11月にも貴族院で再度提出・可決されたが、庶民院では賛成177・反対269で否決された。
そして、ウォルポールとタウンゼンドの野党活動により政権が揺らぐと、1720年に2人を陸軍支払長官、枢密院議長としてそれぞれ復帰させた。しかし、同年に生じた南海泡沫事件で議会から責任を追及され、翌1721年にスタンホープが急死して第一大蔵卿を辞任、ウォルポールがその後任となった。辞任後も政界に影響力があったが1722年に急死、ウォルポールはジョージ1世の信任の元長期政権を確立していった。死後に遺体の検視が行われ、毒殺説が排除された。

### 死後
長男のロバートがサンダーランド伯位を継いだが、1729年に亡くなると次男のチャールズが継承した。チャールズは1733年に母方の実家であるチャーチル家からマールバラ公位も継承、以後スペンサー家は公爵家として続いていった。また、末子ジョンの息子で孫のジョンは1765年にスペンサー伯爵を創設した。公爵家の子孫にはイギリス首相を務めたウィンストン・チャーチル、伯爵家の子孫には元イギリス皇太子妃のダイアナ・スペンサーがいる。

## 人物
ジョン・イーヴリンは1688年にオールソープを訪れたとき、サンダーランドを「将来有望な青年」（a youth of extraordinary hopes）と評した。1度目の結婚について交渉が行われたとき（1649年5月 – 10月）、後に1人目の妻となるアラベラ・キャヴェンディッシュの母フランシス・キャヴェンディッシュはスペンサーを「まじめでユーモアに富む」（having the character of sobriety and good humour）と評した。
庶民院議員への就任直後は新人議員としてあまり期待されておらず、ハンフリー・プリドーは「ただの若者であり、彼が話す非難の言葉は他人の判断に基づくものである」（is but a young man, and speaks his censures by other men’s judgment）と評した。『英国下院史』は「サンダーランドの家系と能力を考えれば、庶民院でそれなりの影響力を有するはずが、実際はそれより弱かった」という趣旨の評価を下したが、その理由をサンダーランドの性急で優雅さの欠ける言動に帰した。
『英国人名事典』では軽率かつ短気で自派にとっても悩みの種だったとされ、サンダーランド伯爵と同時代の人物である第3代レイビー男爵トマス・ウェントワースもサンダーランドを「父の存命中である庶民院議員期から死後の貴族院議員期まで、常に乱暴なホイッグ党員だった」と形容した。ギルバート・バーネットによると、サンダーランドはアン女王に対しても無礼だったが、サラ・ジェニングスによればアン女王はサンダーランドを許し、彼を解任する直前に薬を勧めたという。

## 子女

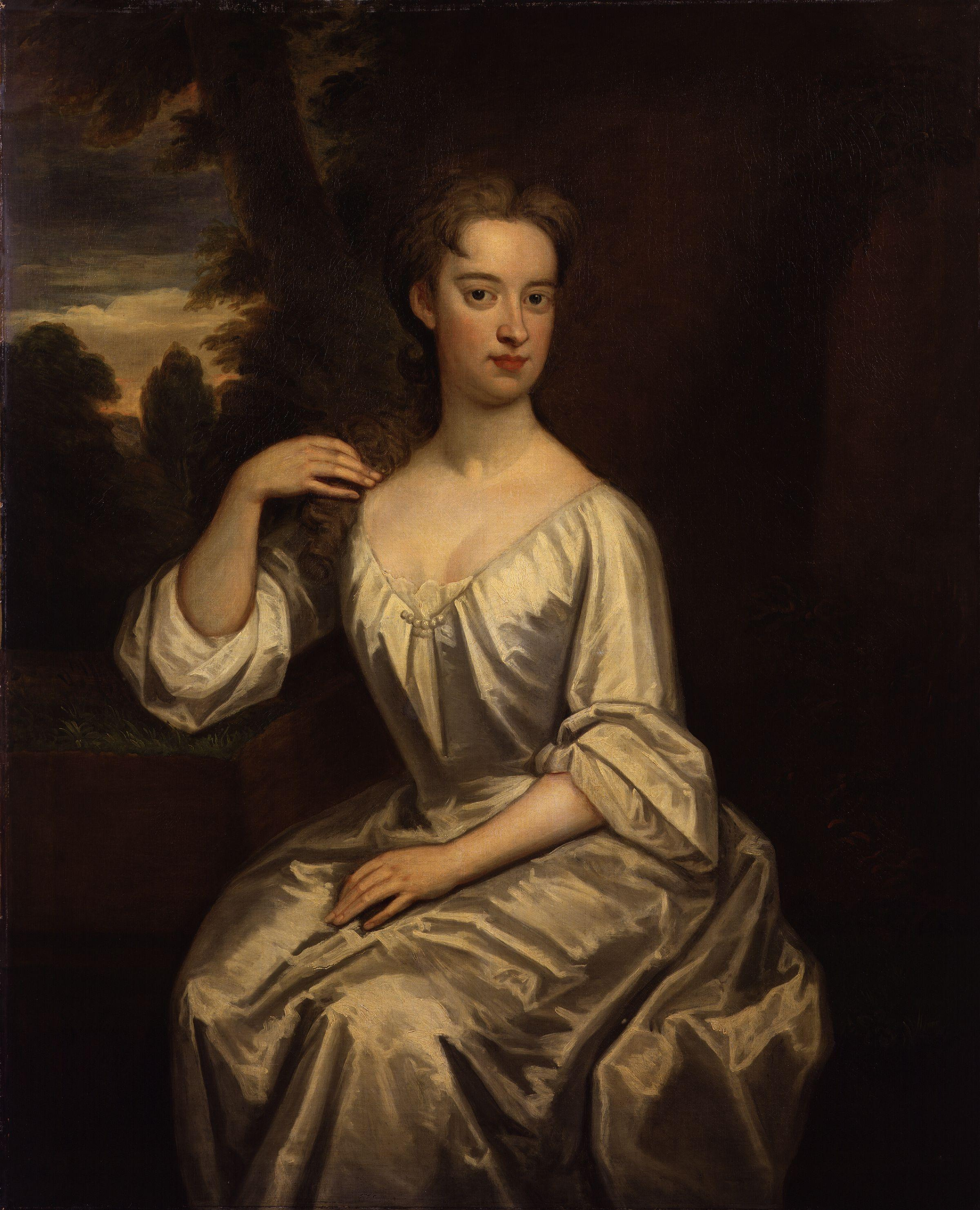
2人目の妻アン。ゴドフリー・ネラー作、1710年頃。

1695年1月12日、第2代ニューカッスル公爵ヘンリー・キャヴェンディッシュの娘アラベラ（Arabella、1673年8月19日 - 1698年6月4日）と結婚、1女をもうけた。
- フランシス（1742年7月27日没） - 1717年11月27日、第4代カーライル伯爵ヘンリー・ハワードと結婚、子供あり

1700年、初代マールバラ伯爵ジョン・チャーチル（後の初代マールバラ公爵）とサラ・ジェニングス夫妻の娘アン（1716年4月15日没）と再婚、4男2女をもうけた。
- ロバート（1700年12月2日 - 1701年9月12日）
- ロバート（1701年10月24日 - 1729年9月15日） - 第4代サンダーランド伯爵
- アン（1769年2月19日没） - 1720年、初代ベートマン子爵ウィリアム・ベートマンと結婚、子供あり
- チャールズ（1706年 - 1758年） - 第5代サンダーランド伯爵、第3代マールバラ公爵
- ジョン（英語版）（1708年 - 1746年） - 下院議員、初代スペンサー伯爵ジョン・スペンサーの父
- ダイアナ（英語版）（1735年9月27日没） - 1731年10月11日、第4代ベッドフォード公爵ジョン・ラッセルと結婚

1717年12月5日、ジュディス・ティッチボーン（Judith Tichborne、1749年5月17日没、ベンジャミン・ティッチボーンの娘）と再婚、2人の子を儲けたが、全て夭折した。
- ウィリアム - 生後間もなく夭折
- ジョージ（1722年 - 1723年）

第3代サンダーランド伯爵の死後、ジュディスは1724年に外交官ロバート・サットンと再婚した。

## 関連文献
- Snyder, Henry (2006). "Spencer, Charles, third earl of Sunderland (1675–1722)". Oxford Dictionary of National Biography (英語) (online ed.). Oxford University Press. doi:10.1093/ref:odnb/26117。 (要購読、またはイギリス公立図書館への会員加入。)

| イングランド議会 (en)                        | イングランド議会 (en)                                                     | イングランド議会 (en)                      |
| -------------------------------------------- | ------------------------------------------------------------------------- | ------------------------------------------ |
| 先代 ヘンリー・ガイ マシュー・アップルヤード | 庶民院議員（ヘドン選挙区選出） 1695年 同職：ウィリアム・トランブル        | 次代 トマス・フランクランド ヒュー・ベセル |
| 先代 トマス・ベア アンソニー・ケック         | 庶民院議員（ティヴァートン選挙区選出） 1695年 - 1702年 同職：トマス・ベア | 次代 トマス・ベア ロバート・バーリッジ     |
| 公職                                         |                                                                           |                                            |
| 先代 チャールズ・ヘッジス                    | 南部担当国務大臣 1706年 - 1710年                                          | 次代 ダートマス男爵                        |
| 先代 シュルーズベリー公爵                    | アイルランド総督 1714年 - 1715年                                          | 次代 タウンゼンド子爵                      |
| 委員会制最後の在位者ウォートン侯爵           | 王璽尚書 1715年 - 1716年                                                  | 次代 キングストン＝アポン＝ハル公爵        |
| 先代 ジェームズ・スタンホープ                | 北部担当国務大臣 1717年 - 1718年                                          | 次代 スタンホープ子爵                      |
| 不明                                         | 貴族院院内総務 1717年 - 1718年                                            | 次代 スタンホープ子爵                      |
| 先代 デヴォンシャー公爵                      | 枢密院議長 1718年 - 1719年                                                | 次代 キングストン＝アポン＝ハル公爵        |
| 先代 スタンホープ子爵                        | 第一大蔵卿 1718年 - 1721年                                                | 次代 ロバート・ウォルポール                |
| 外交職                                       |                                                                           |                                            |
| 先代 ジョージ・ステップニー                  | 在オーストリアイングランド特命全権公使 1705年                             | 次代 ラビー男爵                            |
| イングランドの爵位                           |                                                                           |                                            |
| 先代 ロバート・スペンサー                    | サンダーランド伯爵 第2期 1702年 - 1722年                                  | 次代 ロバート・スペンサー                  |